# Club de Regatas Vasco da Gama (femenino)
El Club de Regatas Vasco da Gama es un club de fútbol femenino de la ciudad de Río de Janeiro, Brasil. Fundado en 1988, es la rama femenina del club homónimo.
Desde 2019, compite en el Campeonato Brasileño - Serie A2. A nivel estatal, juega en el Campeonato Carioca.
Durante el inicio de su historia en la década de los 90, el club ganó en cuatro ocasiones la Taça Brasil, además de 6 torneos estatales. Entre las jugadoras del club, destacan: Marta, Pretinha, Sissi y Tânia Maranhão

## Jugadoras

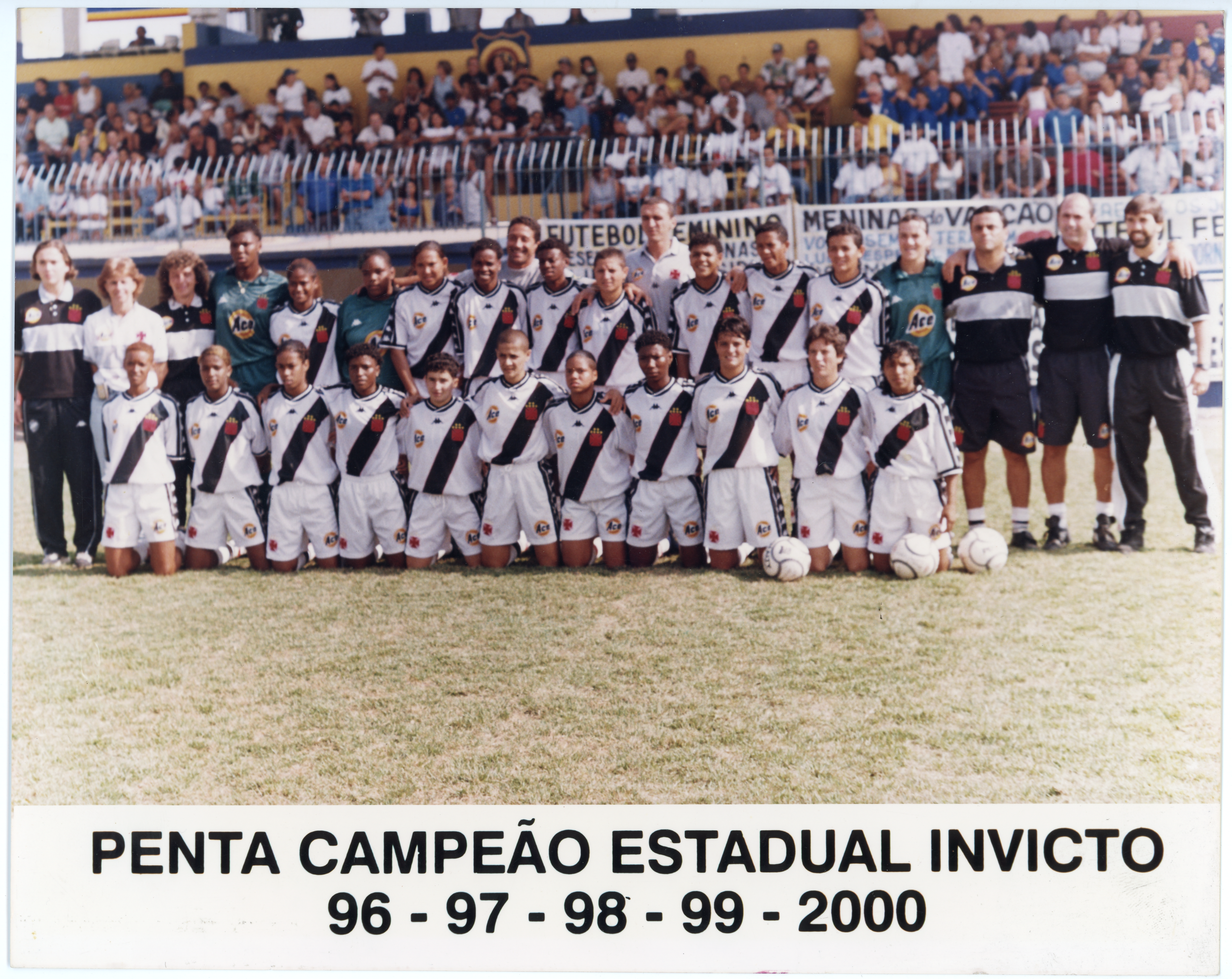
Póster del equipo femenino de Vasco da Gama que fue pentacampeón estatal en el año 2000.

## Palmarés
| Competición nacional     | Títulos                                                  | Subcampeonatos         |
| ------------------------ | -------------------------------------------------------- | ---------------------- |
| Taça Brasil (4/2)        | 1993, 1994, 1995 1998                                    | 1990, 1996             |
| Campeonato Carioca (8/4) | 1996, 1997, 1998, 1999, 2000, 2010, 2012, 2013 (record). | 1988, 2001, 2011, 2016 |